# Broad Band eBook
Broad Band eBook (BBeB) ist eine Familie von Dateiformaten für elektronische Bücher, die von Sony und Canon entwickelt wurde.

## Aufbau
Es gibt mit BBeB Xylog XML (LRS), LRF, LRX und MSD mehrere Varianten des Formates.
BBeB Xylog XML (auch bekannt als LRS) ist dabei das Ausgangsformat für die restlichen Varianten. Es ist ein XML-basiertes Textformat, das in einer offenen Spezifikation dokumentiert ist; die Dateien haben die Namensendung .lrs. Die anderen Formate sind die letztlich auf den Lesegeräten eingesetzten Endformate und von proprietärer Natur, also nicht offengelegt. Sie werden aus LRS in ein eventuell komprimiertes Binärdatenformat kompiliert. LRX (Dateiendung: .lrx) ist hier die zusätzlich zu DRM-Zwecken verschlüsselte Variante von LRF (Dateiendung: .lrf), MSD („D“ für englisch „Dictionary“, in Deutsch: „Wörterbuch“) die auf Wörterbuch-Daten spezialisierte.

## Einsatz
Es kann zum Beispiel von „PRS-300 Pocket Edition“, „PRS-505“, „PRS-600 Touch Edition“ und „PRS-700“ angezeigt werden.
Zu LRF hat Kovid Goyal einen freien Konverter implementiert. Auf dieser Implementierung basiert unter vielen anderen, auch kommerziellen Projekten, die von ihm geschaffene E-Book-Software Calibre.

## Geschichte
Es wurde für Sonys Gerätemodell LIBRIé entwickelt und dann für die E-Book-Lesegeräte der Sony-Reader-Familie verwendet.
Es war das Dateiformat des ersten in den USA massenverfügbaren E-Book-Lesegerätes, dem PRS-505.
Kovid Goyals freie LRF-Implementierung hat sich weit verbreitet und wird als den Referenz-Werkzeugen überlegen angesehen.
Im Dezember 2009 hat Sony seine Verkaufsplattform für elektronische Bücher nach „Reader Store“ umbenannt und dabei auch das komplette Sortiment auf das offene EPUB-Format umgestellt.